# Chelare

Compus chelat al unui metal cu EDTA; EDTA-ul este un agent chelator des întâlnit.

Chelarea (cunoscută și ca chelatare sau chelatizare) reprezintă legarea ionilor și moleculelor de ioni metalici. Presupune formarea sau prezența uneia sau mai multor legături coordinative separate între un ligand polidentat și un singur atom sau ion central. De obicei, acești liganzi poartă numele de agenți chelatori sau chelanți, iar compușii obținuți sunt complecși coordinativi de tip chelați.
Chelarea este utilă în diverse aplicații cum ar fi furnizarea de suplimente nutritive, în terapia de chelare (pentru a elimina metalele toxice din organism), ca agenți de contrast în scanarea RMN, în industrie fiind catalizatori omogeni, în tratarea chimică a apei pentru a ajuta la eliminarea metalelor și în îngrășăminte.

## Efectul chelator
Efectul chelator se definește printr-o afinitate crescută a unui ligand chelator asupra unui ion metalic, în comparație cu un alt ligand, non-chelator (monodentat) față de același metal.

Structura unor chelați de cupru divalent cu liganzii metilamină (stânga) și etilendiamină (dreapta)

Principiile termodinamice care stau la baza principiului efectului de chelare sunt exemplificate prin diferența de afinitate a ionului de cupru (II) pentru etilendiamină (en) în comparație cu metilamina (MeNH2).

| Cu2+ + en [Cu(en)]2+ | \| \| \| \| \| \| \| \| | (1) |
|                      |                         |     |
|                      |                         |     |

| Cu2+ + 2 MeNH2 [Cu(MeNH2)2]2+ | \| \| \| \| \| \| \| \| | (2) |
|                               |                         |     |
|                               |                         |     |
În ecuația (1), etilendiamina formează un complex chelatat cu ionul cupric. Chelarea are loc prin formarea unui inel penta-atomic, de tipul CuC2N2. În ecuația (2), ligandul bidentat este substituit de doi liganzi de metilamină, care este monodentat cu putere donoare aproximativ egală, indicând similitudinea legăturilor Cu-N din cele două specii chimice.